# Аграрна реформа
Аграрната реформа е група от мероприятия на държавата за изменение на поземлените отношения.
В експоататорските общества се свежда до минимални отстъпки в полза на малоимотните и безимотните селяни. В Русия селска реформа е проведена през 1861 г., в България през 1922 г.
Друг характер има аграрната реформа в Русия след Октомврийската революция – с Декрет за земята се конфискуват помешчическите земи, земята става общонародна собственост и се предава на селяните.
След Втората световна война аграрни реформи се извършват в много страни в Европа, Азия и Африка. В повечето европейски страни имат значения на аграрна революция (ликвидират феодалните остатъци на село).

## България
През 1922 г. правителството на Александър Стамболийски провежда аграрна реформа.
След преврата от 1944 г. в България отново се провежда аграрна реформа, като се изземат част от земите на земевладелци със Закона за трудовата поземлена собственост. Двадесет и шестото ОНС приема този закон на 12 март 1946 г., като ограничава собствеността на семейство до 300 дка. земя в Добруджа и до 200 дка. в останалата част от България. Отнети са 564 000 дка. земеделска земя. С една част от експроприираната земеделска земя се образува Държавен поземлен фонд, от който се раздават земи и са оземлени бедни земеделски стопани, след което са приети в ТКЗС. Другата част от земеделската земя е предадена за обработка от организираните Държавни земеделски стопанства (ДЗС). Така е пренесен в България опитът на СССР от създадените там совхози.